# Dadar (rituální šíp)

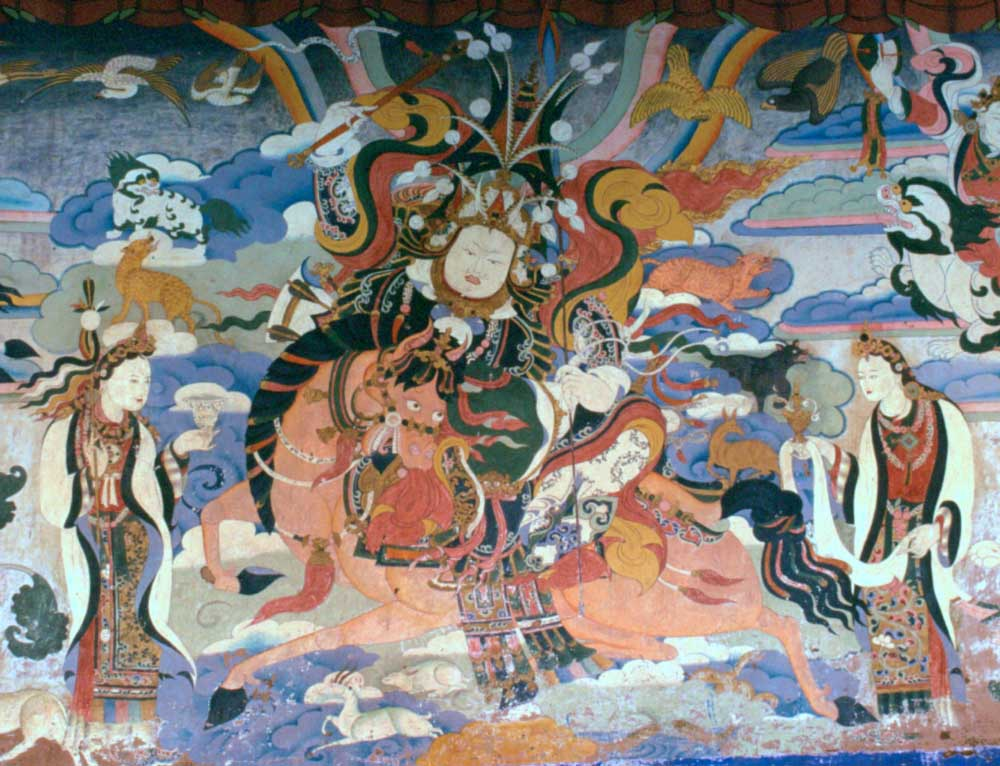
Legendární král Gesar drží dadar

Dadar (Wylie: mda' dar, "hedvábný šíp"), také damo (Wylie: mda' mo, „šíp proroctví“) je rituální šíp, který se používá v tibetském buddhismu v náboženství bön a dzogčhen. Je považován za symbol životní síly.

## Význam symbolu
V ikonografii šíp symbolizuje soustředění a koncentraci. Dadar představuje šíp s kovovým nebo dřevěným dříkem, ke kterému jsou přivázány pět barevných hedvábných stužek.
Dřík symbolizuje životní silu člověka. K šípu jsou přivázány pět barevných hedvábných stužek: bílá, modrá, červená, žlutá a zelená. Stuhy symbolizují pět prvků a Dhjánibuddhy:
- bílá - Vairóčana, prostor;
- modrá - Akšóbhja, voda;
- červená - Amitábha, oheň;
- žlutá - Ratnasambhava, zem;
- zelená - Amóghasiddhi, vzduch.

Pohyb stužek odpovídá nepřetržitému pohybu elementů pomocí životní sily, což umožňuje tělu se vyvíjet a obnovovat se.

## Použití v rituálech
Dadar se použivá v různých rituálech, od svatebních obřadů a předpovědí až po tantrické praktiky dlouhověkosti a odstranění překážek v životě.

## V ikonografii
Dadar se používá v ikonografii tibetského buddhismu:
- Amitájus ("Buddha Neomezeného života") v Jab-jum (duchovní spojení) drží v rukou nádobu s amritou a dadar, jako symbol kontroly nad prvky;
- Padmasambhava[1];
- Mandarava, žákyně a manželka Padmasambhavy, na obrazech drží dadar;
- Gesar[1];
- Tsheringma.

## Druhy
Existují tyto druhy dadarů:
- „hedvábný šíp dlouhověkosti“ (Wiley: thse sgrub mda 'dar);
- „příznivý hedvábný šíp“ (Wiley: gyang sgrub mda 'dar);
- „hedvábný šíp přitahující bohatství“ (Wiley: ani sgrub mda 'dar);
- „hedvábný šíp boha ohně“ (Wiley: já lha 'bod pa'i mda' dar);
- „hedvábný šíp boha větru“ (Wiley: rlung lha'i mda 'dar);
- „šípy duchů - používají se ve zvláštních rituálech podřízení duchů“.